# Facebook Slingshot
Facebook Slingshot fue una aplicación de mensajería instantánea para compartir fotos y videos con amigos, diseñada por Facebook. La aplicación se lanzó el 18 de junio de 2014 para dispositivos Android e iOS. La aplicación se suspendió y se eliminó de la App Store y de la Google Play Store en diciembre de 2015, luego de que Facebook cerrara su división «Creative Labs».